# Arnamul Stack
Arnamul Stack är en halvö i Storbritannien.   Den ligger i kommunen Yttre Hebriderna och riksdelen Skottland, i den nordvästra delen av landet, 700 km nordväst om huvudstaden London. Arnamul Stack ligger på ön Mingulay.